# 沃格伦
43°18′N 27°51′E / 43.300°N 27.850°E
沃格伦（羅馬化：Vaglen）是保加利亚瓦爾納州阿克萨科沃市鎮的村庄，人口大多是弗拉赫人。

## 紀念
位於南極洲克拉倫斯島的沃格伦角以此地為名。